# Frederick Stopford
Frederick William Stopford (2 février 1854 – 4 mai 1929), est un militaire britannique.
C'est le fils cadet de James Stopford (4e comte de Courtown), et de sa seconde épouse Dora Pennefather, fille d'Edward Pennefather, Lord Chief Justice d'Irlande.
Général, il commande le débarquement dans la baie de Suvla lors de la bataille des Dardanelles. Incapable d'assumer efficacement le commandement (il dort à bord du HMS Jonquil pendant le débarquement, et laisse ses troupes errer sur la plage pendant une journée complète), il est rapidement relevé de son commandement au profit de Julian Byng. Il retourne alors à son poste de lieutenant de la Tour de Londres.

## Distinctions
- Chevalier commandeur de l'Ordre de Saint-Michel et Saint-Georges (KCMG)
- Chevalier commandeur de l'Ordre du Bain (KCB - 1898)[1]
- Chevalier commandeur de l'Ordre royal de Victoria (KCVO)